# Кит, Михаил Иванович
Михаи́л Ива́нович Кит (род. 1 марта 1943, Коломыя, Станиславская область) — советский, российский оперный певец (бас); Народный артист Российской Федерации (2002).

## Биография
С 1957 г. работал плотником в геодезическом отряде, затем служил в Советской Армии, учился в мореходном училище.
В 1973 году окончил вокальный факультет Одесской консерватории (класс Е. Иванова); в период учёбы в консерватории работал также слесарем в морском порту.
С декабря 1972 г. (ещё будучи студентом) работал в Малом театре оперы и балета (Ленинград). С мая 1975 г. — солист Пермского театра оперы и балета им. П. И. Чайковского, с 1985 г. — солист ГАТОБ им. С. М. Кирова (с 1992 — Мариинский театр).
Преподавал в Петербургской консерватории (доцент кафедры сольного пения).

## Творчество
Обладает сильным басом мягкого тембра, ровно звучащим во всех регистрах, глубиной интонаций. Яркий актёрский темперамент, музыкальность позволяют воплощать разноплановые образы.
Михаил Кит гастролирует самостоятельно и в составе труппы Мариинского театра, выступая в Большом театре, оперных театрах Одессы, Киева, городов Европы, США, Японии, Южной Америки, Кореи, Израиля.
Имеет большой репертуар, включающий также романсы и песни.

### Оперные роли
- Светозар; Руслан — «Руслан и Людмила» М. И. Глинки
- Иван Сусанин — «Иван Сусанин» М. И. Глинки
- Борис Годунов; Пимен — «Борис Годунов» М. П. Мусоргского
- Голицын; Досифей; боярин Шакловитый — «Хованщина» М. П. Мусоргского
- Черевик — «Сорочинская ярмарка» М. П. Мусоргского
- Князь Игорь; Галицкий; Кончак — «Князь Игорь» А. П. Бородина
- Гремин — «Евгений Онегин» П. И. Чайковского
- Кочубей — «Мазепа» П. И. Чайковского
- Король Рене — «Иоланта» П. И. Чайковского
- Варяжский гость — «Садко» Н. А. Римского-Корсакова
- Собакин — «Царская невеста» Н. А. Римского-Корсакова
- Царь Салтан — «Сказка о царе Салтане» Н. А. Римского-Корсакова
- Гусляр — «Сказание о невидимом граде Китеже и деве Февронии» Н. А. Римского-Корсакова
- Токмаков — «Псковитянка» Н. А. Римского-Корсакова
- Мороз — «Снегурочка» Н. А. Римского-Корсакова
- Сальери — «Моцарт и Сальери» Н. А. Римского-Корсакова
- Король Треф — «Любовь к трём апельсинам» С. С. Прокофьева
- Граф Ростов,  Князь Болконский, Денисов, Долохов, Кутузов — «Война и мир» С. С. Прокофьева
- Старый каторжник — «Катерина Измайлова» Д. Д. Шостаковича
- Тарас — «Семья Тараса» Д. Б. Кабалевского
- Лукьянов — «Возвращённый май» В. С. Губаренко
- Смирнов — «Рыцарская баллада» К. А. Кацман
- Зарастро — «Волшебная флейта» В. А. Моцарта
- Лепорелло — «Дон Жуан» В. А. Моцарта
- Дон Базилио — «Севильский цирюльник» Дж. Россини
- Филлип II — «Дон Карлос» Дж. Верди
- Рамфис — «Аида» Дж. Верди
- Спарафучиле — «Риголетто» Дж. Верди
- Яго — «Отелло» Дж. Верди
- Закария — «Набукко» Дж. Верди
- Падре Гуардиано — «Сила судьбы» Дж. Верди
- Мефистофель — «Фауст» Ш. Гуно
- Нилаканта — «Лакме» Л. Делиба
- Эскамильо — «Кармен» Ж. Бизе
- Генрих Птицелов — «Лоэнгрин» Р. Вагнера
- Вотан — «Золото Рейна», «Валькирия», «Зигфрид» Р. Вагнера
- Король Марк — «Тристан и Изольда» Р. Вагнера
- Гурнеманц — «Парсифаль» Р. Вагнера

### Роли в театре
- Луи - драматическая роль в спектакле «Нежность» (моноопера Губаренко по новелле Анри Барбюса «Письма любви», солистка Л. А. Соляник).

### Дискография
Фирмами Philips Classics, NHK, Decca Classics, Delos Records, Universal Россия, Arthaus Musik, TDK DVD, Classic CD выпущены записи опер С. Прокофьева, Дж. Верди, М. Глинки, А. Бородина, С. Рахманинова с участием М. Кита.
См. также:
- Михаил Кит на сайте Discogs
- Кит Михаил, бас. CD в подарок. Дата обращения: 4 марта 2015. Архивировано из оригинала 2 апреля 2015 года.

### Роли в кино
- 1987 Серебряные струны — певец

## Награды и признание
- 3-я премия Всесоюзного конкурса вокалистов им. Глинки (1973)
- Лауреат конкурса в рамках Международного фестиваля молодёжи и студентов (Гавана, 1977)
- Гран-при XV Международного конкурса вокалистов им. Ф. Виньяса (Барселона, 1978)
- Заслуженный артист РСФСР (1981)
- Народный артист Российской Федерации (27.11.2002)
- Медаль ордена «За заслуги перед Отечеством» II степени (17.03.2008).
- Благодарность Президента Российской Федерации (25.09.2018) — за заслуги в развитии отечественной культуры и искусства[6]